# Prieuré de Wariville
Le prieuré de Wariville est un prieuré de l' Ordre de Fontevraud, situé à Litz dans le département de l'Oise dans les Hauts-de-France. Il fut fondé en 1134 par Adèle de Bulles et placé sous l'invocation de Notre-Dame. L'ensemble de l'hôtellerie, du pigeonnier, du cellier, du site archéologique, du mur de clôture, du jardin, des communs ainsi que de la ferme est protégé au titre des monuments historiques : inscription par arrêté du 25 juillet 2006.

## Localisation
L'ancien prieuré est situé dans le département français de l'Oise, au nord de la commune de Litz, au hameau de Wariville (au XVIIIe siècle, la paroisse s'appelle Lis & Warville).

## Histoire

### Fondation
Le monastère fut fondé en 1134 par Adèle ou Alice (Adelidis) de Bulles, du consentement de ses fils Lancelin, Manassé, Renaud et Thibault, et de ses filles Béatrice, Mabile et Basilie. Il fut placé sous l'invocation de Notre-Dame. En 1170, une bulle d'Alexandre III confirma les biens des religieuses, qui s'étendaient surtout autour de leur couvent et à Bulles. Parmi les nombreuses donations qui furent faites au prieuré de Wariville par les seigneurs des environs, en considération souvent de leurs filles qui y étaient religieuses, Debauve et Roussel mentionnent celles du comté de Clermont.

### D'importantes donations faites au Moyen Âge
Vers 1189, avant de partir pour la croisade, le comte Raoul Ier de Clermont donna au prieuré une charretée de bois chaque jour dans la forêt de Hez-Froidmont. Louis de Blois et Catherine, sa femme, fille de Raoul, confirmèrent cette donation en 1197 et y ajoutèrent, en 1201, le bois de chauffage pour les bois de Courlieu, dans la forêt de Hez, de Puits-la-Vallée, dans le bois d'Écu, et de Paillart, dans le bois d'Aillecourt.
En 1218, Thibaut VI de Blois, comte de Clermont, ne voulant pas que les religieuses aillent chercher du bois tous les dimanches et jours de fêtes dans la forêt de Hez, leur accorde le droit d'en prendre deux charretées chaque samedi ou veille de grande fête. Alice, comtesse de Breteuil, femme de Raoul, comte de Clermont, qui avait fait de nombreuses donations au couvent (entre autres une rente de 10 muids de blé), mourut en 1195 et fut enterrée dans l'église du prieuré. Catherine, sa fille, donna en 1197 aux religieuses 20 livres de rente pour l'achat de leurs robes et 10 livres de rente pour l'achat de peaux et fourrures. Jeanne de Dammartin, Reine de Castille et du Léon, porta Simon de Dammartin, comte de Ponthieu, son père, à leur donner en 1230 le droit de prendre chaque année 5000 harengs sur la vicomté de Montreuil.
Les rois de France accordèrent littéralement aux religieuses de Wariville des lettres de sauvegarde pour les exempter du logement des gens de guerre et évoquer toutes leurs causes à la Cour des requêtes du Palais : Philippe Auguste en 1197, Saint Louis en 1235, Philippe le Hardi en 1278, Charles V en 1365, le duc de Bourbon en 1398.

### Période moderne

#### Une réforme imposée au prieuré
Le relâchement de l'austérité monacale, conséquence de l'opulence entretenue par de si belles propriétés, nécessita, au mois de septembre 1490, l'intervention de Nicole de Hacqueville, chanoine, et Pierre Henry, sous-chantre de Paris, qui se transportèrent à Wariville, à la demande du duc et de la duchesse de Bourbon, comte et comtesse  de Clermont, bienfaiteurs du monastère.
Il n'y avait alors pour les deux couvents, que la prieure et 4 religieuses, dont une impotente, et un seul religieux. Elles ne chantaient ni messes, ni vêpres, ni matines, ni services divin. Les laïques, tant hommes que femmes, entraient chaque jour dans le monastère. Les deux prêtres firent des remontrances aux religieuses, mais celles-ci déclarèrent être décidées à ne pas changer leur manière de vivre. On en référa à l'abbesse de Fontevraud, qui ordonna de procéder à la réformation du prieuré. Le 21 avril 1491, les deux prêtres, accompagnés de Jean Quentin, chanoine de Paris, installèrent 10 religieuses qu'on fit venir de Fontevraud et déclarèrent que la clôture serait dorénavant gardée. La prieure, qui n'avait pas voulu consentir à la réformation, reçut une pension annuelle et se retira dans l'hôtel de Wariville à Beauvais. Quant au religieux prieur, il refusa pension et consentement à la réforme, déclarant que les autres prieurs non réformés lui mèneraient si dure vie qu'il n'oserait se trouver en leur compagnie. Le droit de chauffage fut réduit, en 1491, à trois charretées par semaine, attendu alors qu'il n'y avait que 20 religieuses. Il fut transformé, en 1504, en un droit de prendre 180 cordes de bois par an. Un arrêt de la Table de marbre, en 1581, le réduisit à 140 cordes. Cette redevance fut régulièrement prélevée par les religieuses jusqu'en 1789. Au mois de novembre 1491, il y avait dans les deux couvents de Wariville 20 religieuses et 5 religieux. Au XVIe siècle, il y eut ordinairement 60 religieuses, 10 sœurs converses et 4 religieuses. En 1601, on comptait 43 religieuses, en 1635 72, au XVIIIe siècle 35, avec un certain nombre de pensionnaires. Outre leurs nombreuses fermes, les dames de Wariville avaient à Beauvais, près de la chapelle Sainte-Véronique, une maison qui leur servit souvent de refuge pendant les guerres des XVe et XVIe siècles.

#### Pillages et destructions du prieuré
Louis XII en 1513, le connétable de Bourbon en 1521, Charles IX en 1562, le duc de Montmorency en 1564, prirent les religieux sous leur sauvegarde, en ordonnant de placer sur tous les lieux dépendant de l'abbaye, comme signe de cette protection, les panonceaux et bâtons royaux. Mais les gens de guerre ne tinrent nul compte de ces ordres : les protestants, commandés par Louis de Boufflers, saccagèrent en 1565 le couvent, d'où ils emportèrent un énorme butin à Dieppe. Les ligueurs de Beauvais le pillèrent à leur tour en 1590. À peine le prieuré avait-il recouvré sa prospérité, qu'un nouveau malheur vint l'accabler : le 20 février 1635, un incendie considérable détruisit la plupart des bâtiments du couvent. Le feu, qui avait pris à 3 heures du matin, ne fut éteint qu'à 6 heures du soir, grâce au concours de 2 000 personnes accourues des villages voisins. Des tapisseries et tableaux qui garnissaient le parloir, des livres de grand prix pour l'église et la lecture qui se faisait au réfectoire, une grande partie de leurs papiers, baux, comptes et titres furent la proie des flammes. L'église échappa à l'incendie.
Pour les aider à reconstruire les bâtiments détruits, Louis XIII leur fit délivrer 4 arpents de bois de haute futaie dans la forêt de Hez. Un usage qui remontait sans doute à des temps reculés existait encore à Wariville au XVIIIe siècle : le vendredi saint, des pauvres des deux sexes, venus en troupe des villages voisins, la plupart armés de bâtons, se réunissaient au nombre de plusieurs milliers dans la cour du monastère, pour y demander du pain, que les religieuses leur délivraient, autant par crainte que par charité. Le bailliage de Clermont interdit cet attroupement en 1783.

### Période contemporaine: disparition du prieuré
En 1790, lors de la suppression des communautés religieuses, 21 religieuses de chœur et 18 sœurs converses résidaient à Wariville. En 1789, les biens du prieuré de Wariville comprenaient : la ferme et le moulin de Wariville, les fermes de Lorteil, Monceaux (Bulles), l'Argilière (Fournival), La Rue-Saint-Pierre, Bus-Maubert (Nourard-le-Franc), la Corniole (Bucamps), Puits-la-Vallée, Bretonsacq (Cressonsacq), et Le Boullay-Mivoye, des vignes à Béthancourtel et Beauvais, 9 bois contenant 263 arpents, des terres à Paillart, Litz, Rémérangles, Bulles, au Mesnil-sur-Bulles, au Plessier-sur-Bulles, à Thieux, Maisoncelle-Tuilerie, Lieuvillers, Breuil-le-Sec et Thury-sous-Clermont, un droit de pontenage et travers à Hermes, des dîmes à Bulles, Énencourt-le-Sec, Étouy, Francastel, Lieuvillers, au Plessier-Raulevert, à Puits-la-Vallée et Valdampierre. Le total des revenus montait à 75248 livres et les charges à 8097 livres. En outre, les religieuses avaient la collation des cures d'Erquery, Puits-la-Vallée et Trois-Étots.
L'ancien prieuré a été inscrit monument historique depuis le 25 juillet 2006.

## Description

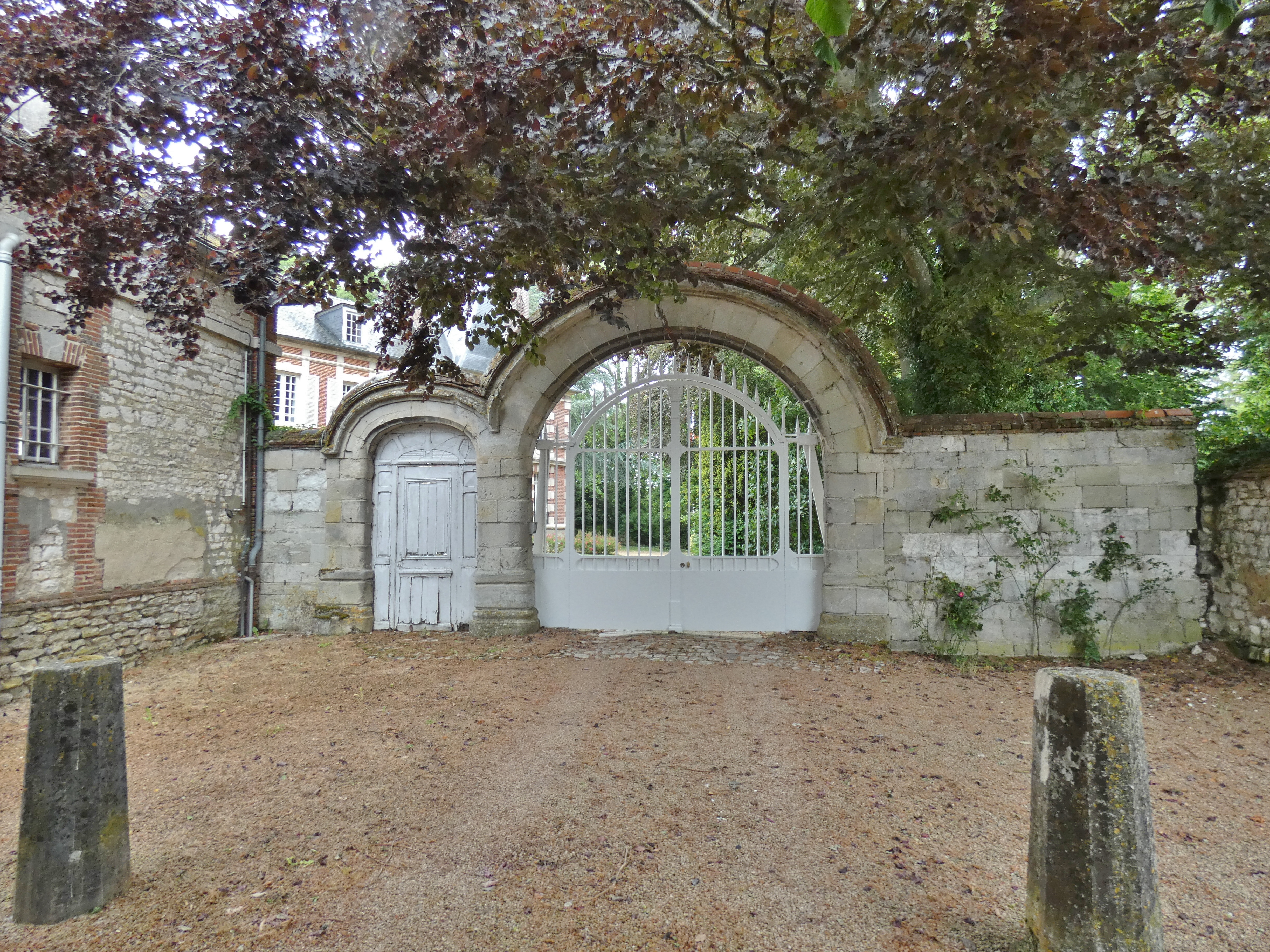
Porche près du châtelet.
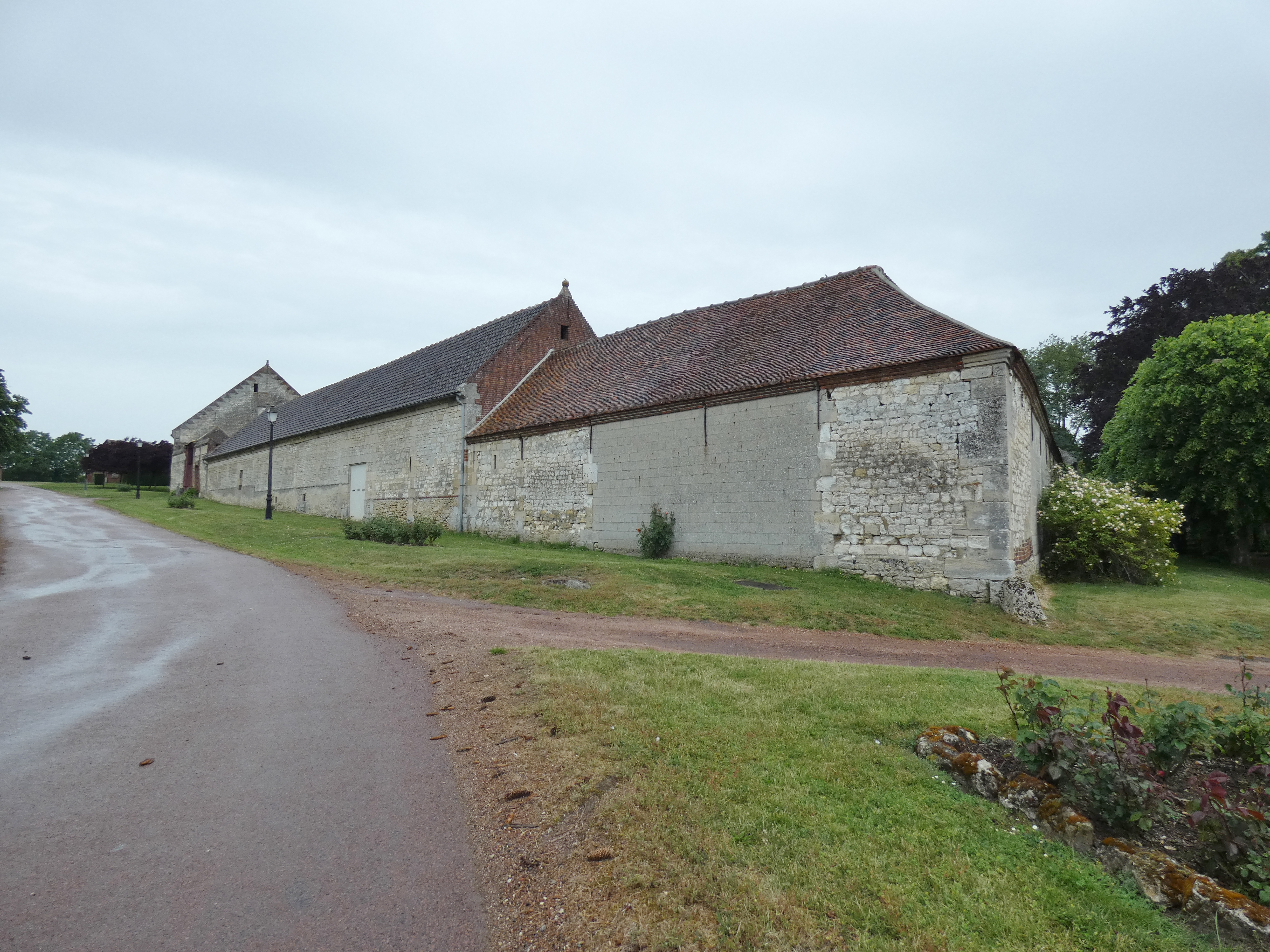
Bâtiments de la ferme.
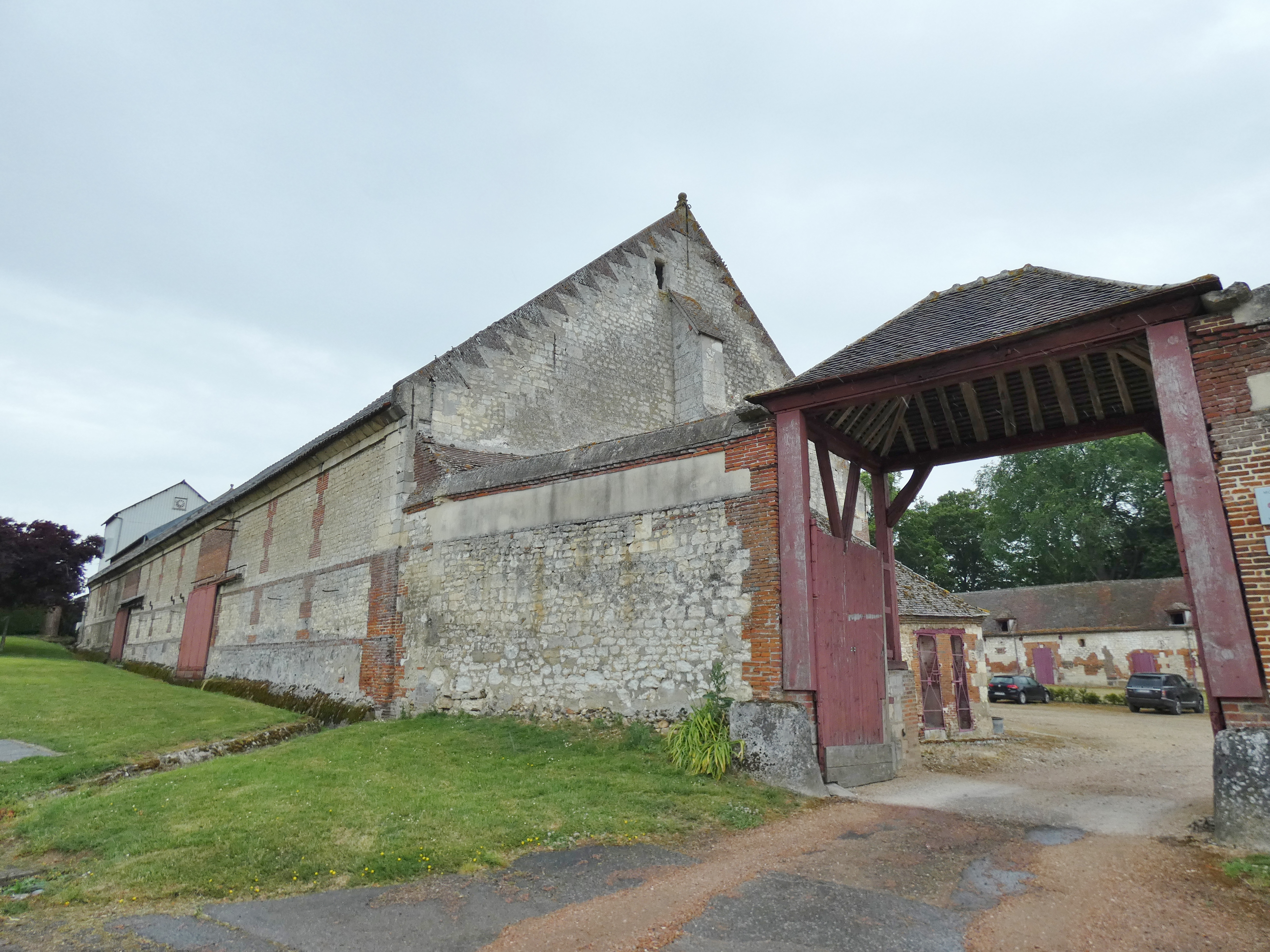
Ancienne grange dîmière.
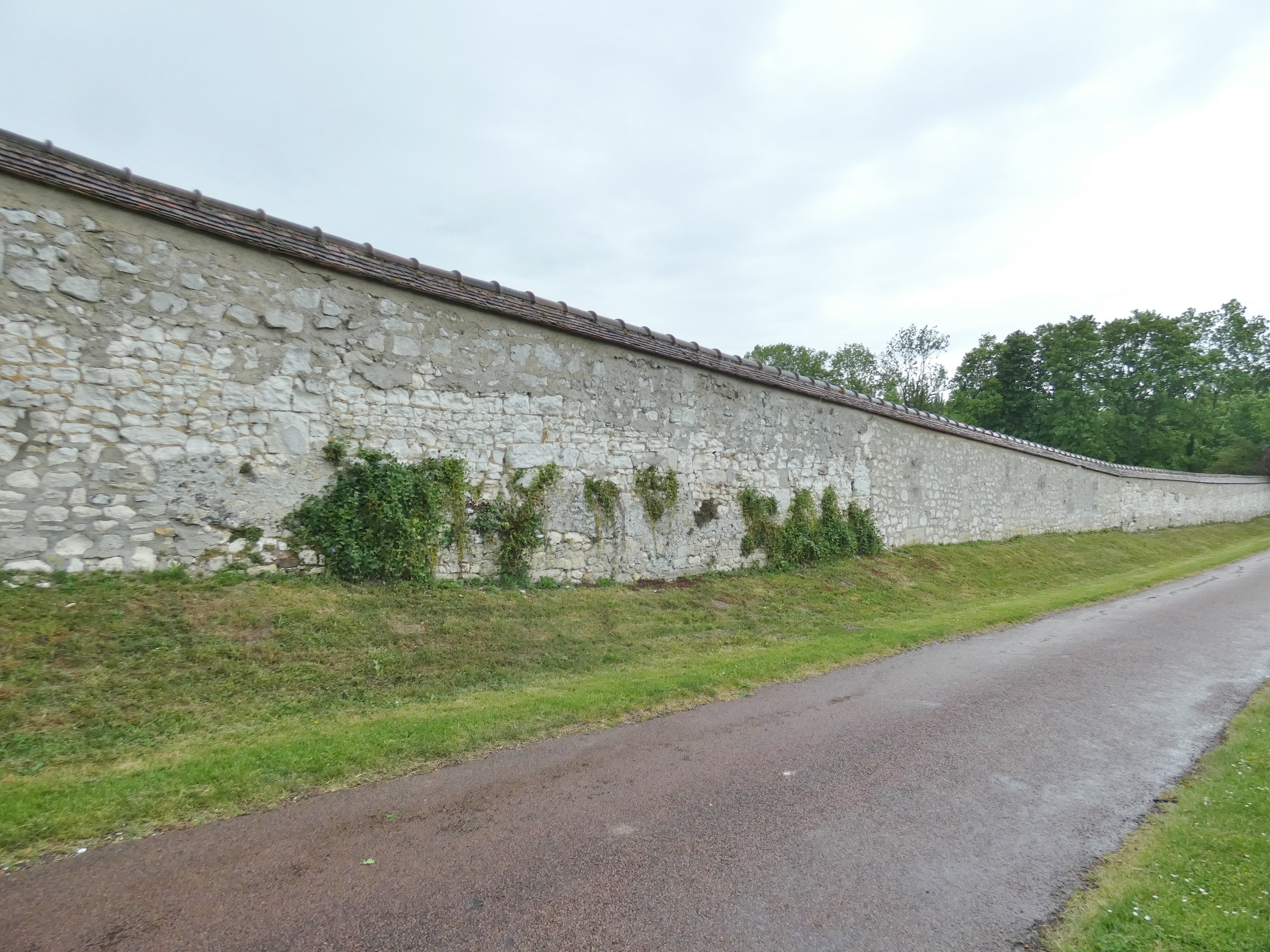
Mur d'enceinte.
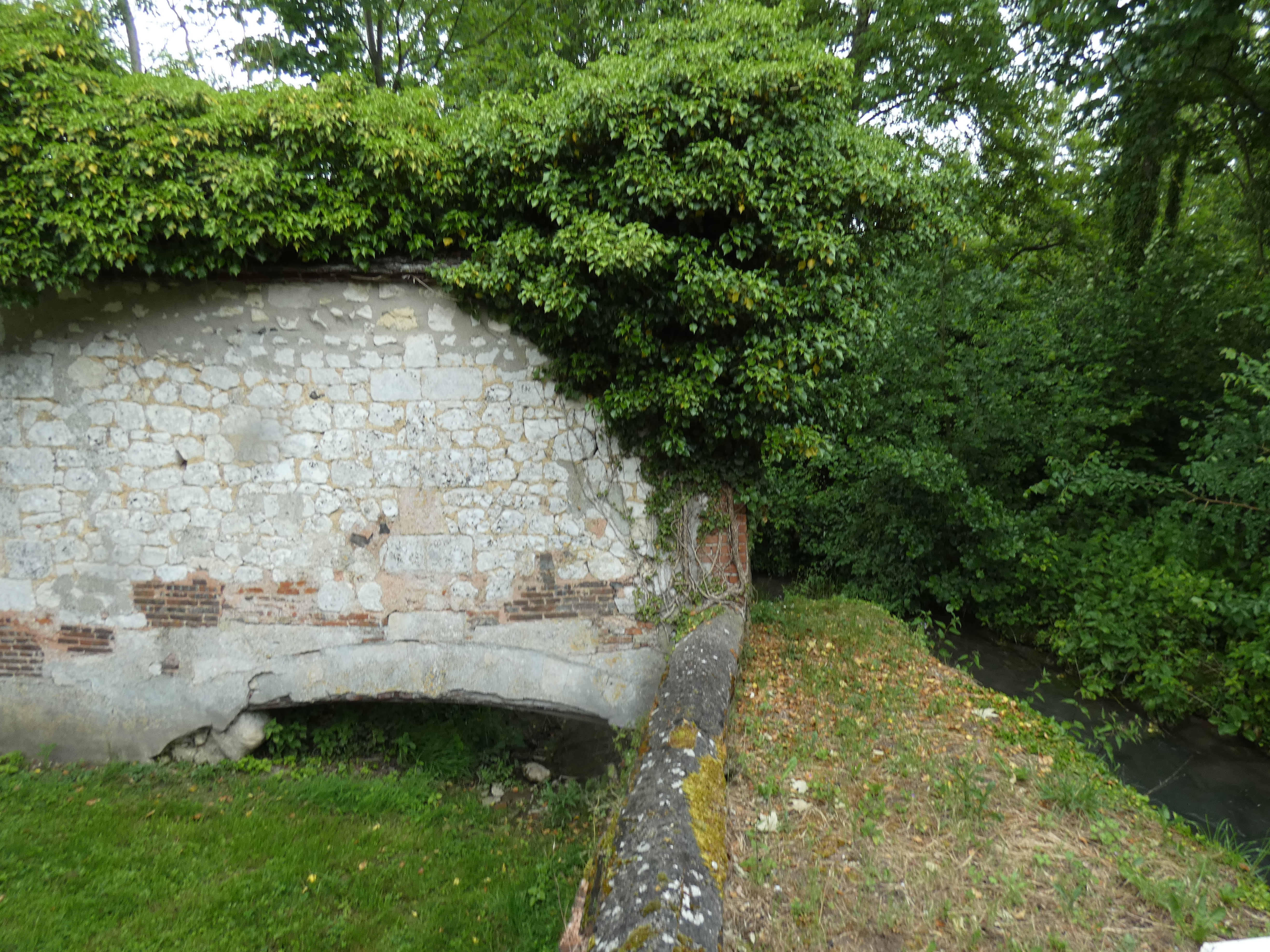
Ancien bras de la Brêche sous le mur d'enceinte.

Il y avait deux couvents et deux églises : celle des religieuses était sous l'invocation de Notre-Dame, et celle des religieux était dédiée à Saint-Jean. Ces religieux, de l'ordre de Fontevraud, étaient chargés du service divin et de la confession des religieuses. Il n'en restait qu'un en 1789. Un Cordelier de la Garde venait l'aider de temps en temps. On conservait dans l'église des religieuses des reliques de sainte Réparate et de saint Primitif, qui étaient en grande vénération dans la contrée. Elles avaient été données au couvent par Thomas Candide, noble Vénitien. Un incendie de la grange d'Angivillers avait été, dit-on, subitement arrêté par l'exhibition d'un ossement de sainte Réparate. Une religieuse avait été guérie par le même moyen. À l'époque A.Debauve et E.Roussel, en 1890, on les conservait dans les églises de Clermont et d'Étouy. Les églises et les bâtiments claustraux ont été démolis. On n'a conservé que les constructions susceptibles d'être transformées en bâtiments d'exploitation, et une ferme occupe aujourd'hui ce qu'il reste du prieuré de Wariville. Près du bois, appelé bois du Clos-Fayel, existait autrefois la ferme du Fayel, qui fut détruite pendant les guerres du XVIe siècle. On construisit la ferme de Wariville pour la remplacer.

## Religieuses et prieures
Parmi les religieuses, on compte des parentes de Jean Racine et Catherine de Romanet : deux belle-sœurs, Jeanne et Elisabeth de Romanet ; leur quatrième enfant, Elisabeth Racine (1684-1745 ou 1746), religieuse professe en 1700; Jeanne II de Romanet.

### Liste non exhaustive des prieures du couvent, de1134à1790[a 3].
- 1134 : Mahaut, fille de la fondatrice Adèle de Bulles
- 1210 : Béatrice
- 1237 : Guiburge
- 1564 : Françoise de Warty
- 1601 : Françoise Tiercelin
- 1679 : Marie de Longueval de Manicamp
- 1693 : Jeanne de Romanet
- 1707-1709: Françoise de Gaudechart de Bachivillers
- 1710-1711: Louise III de Gouffier
- 1712-1715: Marie Anne de Gaudechart de Bachivillers
- 1715-1721: Louise III de Gouffier
- 1722-1724: Jeanne de Pajot du Plouy
- 1724-1726 : Sidoine de Bouchart
- 1727-1730: Madeleine de la Grange-Trianon
- 1730-1735: Sidoine de Bouchart
- 1743-1748 : Élisabeth Racine
- 1748-: Jeanne II de Romanet
- 1763-1765: Marie Anne de Blottefière
- 1766-1768: Marie Hyacinthe de Cambray
- 1769-1771: Marguerite d'Ainval de la Motte
- 1772-1774: Marie d'Ainval de Filecamp
- 1775-1780: Marguerite d'Ainval de la Motte
- 1790 : Marie Anne Edme Huart de Lamette

## Reconversion
L'ancien domaine accueille aujourd'hui des chambres d'hôtes, des logements et une ferme.